# گومژونگسان
گومژونگسان (به لاتین: Geumjeongsan) یک کوه در کره جنوبی است که در بوسان واقع شده‌است. گومژونگسان ۸۰۱٫۵ متر بالاتر از سطح دریا واقع شده‌است.